# Leon Russom
Leon Russom (* 6. prosince 1941 Little Rock, Arkansas) je americký herec. Debutoval v roce 1969 v mýdlové opeře stanice CBS U nás ve Springfieldu, v průběhu své kariéry hrál postupně v několika dalších mýdlových operách (např. Love Is a Many Splendored Thing). Na začátku 70. let hostoval v původním seriálu Mission: Impossible, v průběhu 70. a 80. let hrál spíše menší role v televizi, na konci 80. let se pravidelně objevoval v seriálu TV 101. V 90. letech hostoval v seriálech jako Matlock, Zákon a pořádek, To je vražda, napsala, Diagnóza vražda, JAG či Akta X. V roce 1991 ztvárnil postavu vrchního velitele Hvězdné flotily (oslovovaného ostatními admirály Bille) ve sci-fi filmu Star Trek VI: Neobjevená země a o čtyři roky později viceadmirála Toddmana v epizodě „Kostky jsou vrženy“ seriálu Star Trek: Stanice Deep Space Nine. Dvakrát spolupracoval s bratry Coenovými, hrál v jejich snímcích Big Lebowski (1998) a Opravdová kuráž (2010). V prvním desetiletí 21. století měl větší roli např. v seriálu Útěk z vězení (generál Jonathan Krantz).
V roce 1991 byl nominován na cenu Emmy pro nejlepšího herce ve vedlejší roli v minisérii nebo speciálu za roli v televizním filmu The Long Road Home.